# ホーユー
ホーユー株式会社（英: Hoyu Co.Ltd）は、愛知県名古屋市東区に本社を置く日本の大手化粧品メーカーである。
ヘアカラー業界の国内最大手として、「Bigen（ビゲン）」、「Cielo（シエロ）」、「Beauteen（ビューティーン）」、「Beautylabo（ビューティラボ）」など、数多くのブランドを展開する。
一般向け商材のほか、サロン向けのプロフェッショナル用ヘアカラーの製造販売やOTC医薬品のOEM、ヘアカラーの通信販売も行っている。
社名は前身の「朋友商会」に因んでいる。

## 沿革
採用情報ホームページ内「ホーユーの歴史」に準ずる。
| 年度                      | 出来事 |
| ------------------------- | --- |
| 1905年（明治38年）2月     | 創業者、水野増次郎が名古屋にて家庭薬製造販売業「水野甘苦堂」を創業。 |
| 1921年（大正10年）        | 白髪染め「元禄」発売。以来、70年続くヒット作となり、同社の方向性が定まる。 |
| 1923年（大正12年）3月30日 | 水野増次郎と丁稚奉公時代の盟友2人が「株式会社朋友商会」を設立、個人経営から法人経営に移行。 |
| 1957年（昭和32年）        | 東京に営業所進出。粉末白髪染め「ビゲン」発売。 |
| 1962年（昭和37年）        | 理美容業界向けに進出。 |
| 1964年（昭和39年）        | 社名を「ホーユー株式会社」に変更。 |
| 1971年（昭和46年）        | 「ビゲンヘアカラー」発売。 |
| 1984年（昭和59年）        | 「ビゲンクリームトーン」発売。白髪染めの定番商品となる。 |
| 1991年（平成3年）         | 若者向けヘアカラー「ビューティーン」シリーズ発売。 |
| 1995年（平成7年）         | 「ビューティラボ」シリーズ発売。 |
| 1997年（平成9年）         | 「シエロ」シリーズ発売。ミドルエイジ向けの定番となる。 |
| 2002年（平成14年）        | 「ビューティーン」シリーズの男性版となる「メンズビューティーン」シリーズ発売。 |
| 2005年（平成17年）4月1日  | 創業100周年に伴い、CI導入。 |
| 2006年（平成18年）        | アスゲン製薬株式会社と業務提携、創業の原点だった製薬業へ再進出。 |
| 2009年（平成21年）        | 後述のクラシエホールディングス株式会社の株式60%を100億円で買収し、クラシエグループを傘下に収める事で合意。                                                                                          |
| 2010年（平成22年）        | サロン用スタイリング剤「3210（ミニーレ）」のパッケージデザインが「ガラスびんアワード2009」優秀賞及び世界三大広告賞の一つである「One Show」のデザイン部門「One Show Design」シルバーペンシルを受賞。 |
| 2011年（平成23年）2月1日  | 「メンズビューティーン」シリーズの後継ブランドとなる「レクシィ」シリーズ発売。 |
| 2011年（平成23年）3月31日 | 「メンズビューティーン」シリーズ、製造・販売終了。 |
| 2011年（平成23年）9月20日 | 肌トラブルに悩む女性のための医薬品クリーム「デュアヴェール」発売。 |
| 2012年（平成24年）3月30日 | クラシエホールディングス株式会社の残りの株式40%を追加取得し完全子会社化。 |
| 2014年（平成26年）4月1日  | 一般財団法人 ホーユー科学財団を設立。 |
| 2014年（平成26年）5月1日  | 純粋持株会社 朋友ホールディングス株式会社を設立。ホーユーは朋友ホールディングスの完全子会社になる。                                                                                                 |
| 2018年（平成30年）3月30日 | 「レクシィ」シリーズ、製造・販売終了。 |
| 2018年（平成30年）8月31日 | グループ再編により、100％子会社のクラシエホールディングスの株式を朋友ホールディングスへ移管。 |
| 2022年（令和4年）1月31日  | 佐々木義広取締役常務執行役員が創業家以外初の社長に就任、創業家の水野真紀夫社長は代表取締役会長に就任。                                                                                              |
| 2023年（令和5年）3月30日  | 法人設立100周年。 |
| 2023年（令和5年）5月9日   | 創立100周年の記念事業の一環としてホーユーヘアカラーミュージアムを名古屋市東区にオープン。 |
| 2025年（令和7年）3月19日  | ホーユー株式会社が株式会社Smartlogの全株式を取得し、グループ会社化。 |

## 事業所
- 名古屋本社（愛知県名古屋市東区）
- 札幌支店（北海道札幌市白石区）
- 仙台支店（宮城県仙台市宮城野区）
- 東京支店（東京都板橋区）
- 名古屋支店（愛知県名古屋市東区）
- 大阪支店（大阪府大阪市城東区）
- 広島支店（広島県広島市中区）
- 福岡支店（福岡県福岡市博多区）
- 瀬戸工場・物流センター（愛知県瀬戸市）
- 桜が丘工場（愛知県瀬戸市）
- 総合研究所（愛知県長久手市）
- ホーユースタジオ仙台（宮城県仙台市青葉区）
- ホーユースタジオ東京（東京都渋谷区）
- ホーユーテクニカルアカデミー（愛知県名古屋市千種区）
- ホーユースタジオ大阪（大阪府大阪市中央区）
- ホーユースタジオ福岡（福岡県福岡市中央区）

## 商品

### 一般向け商品
- ビゲン
  - ビゲン
  - ビゲン ヘアカラー
  - ビゲン 香りのヘアカラー
  - ビゲン クリームトーン
  - ビゲン スピーディカラー
  - ビゲン ポンプカラー
  - ビゲン カラートリートメント
  - ビゲン ヘアマスカラ
  - ビゲン カラースプレー
  - ビゲン 泡クリームカラー
  - ビゲン グレイスタイル
    - ビゲン グレイスタイル グレイヘアトリートメント
    - ビゲン グレイスタイル ツートーンカバースプレー
- メンズビゲン
  - メンズビゲン スピーディーII
  - メンズビゲン ワンプッシュ
  - メンズビゲン グレーヘア
  - メンズビゲン ムースカラー
  - メンズビゲン カラーリンス トリプルプラス
- シエロ
  - シエロ ヘアカラーEX
  - シエロ ムースカラー
  - シエロ カラートリートメント
  - シエロ デザイニングカラー
  - シエロ ワンデー白髪かくし
  - シエロ オイルインヘアマニキュア
- ビューティラボ
  - ビューティラボ ホイップヘアカラー
  - ビューティラボ ホイップヘアカラー 髪色もどし
  - ビューティラボ バニティカラー
  - ビューティラボ 美容液 もっととてもしっとり
  - ビューティラボ 美容液 とてもしっとり
  - ビューティラボ 美容液 しっとり
  - ビューティラボ 美容液 ディープオイル
  - ビューティラボ 美容液 スムースオイル
- ビューティーン
  - ビューティーン メイクアップカラー
  - ビューティーン ベースアップブリーチ
  - ビューティーン トーンダウンカラー
  - ビューティーン 黒染めスプレー
  - ビューティーン ポイントカラークリーム
  - ビューティーン 1DAYクレイジー!
  - ビューティーン ドットミー

### プロフェッショナル商品
- イロジカケ
- プロマスター
- プロマスター アプリエ
- プロステップ
- グラマージュ
- ヒー
- カレンシアカラー
- プロシーズ
- エトラス
- バイカルテ
- プロマスターカラーケア
- ソマルカ
- ソマルカラボ
- ナイン
- ミニーレ ウイウイ
- メディルックα
- エクシモ
- レセ

### 医薬品
- リケアA水虫薬 液【指定第2類医薬品】
- リケアA水虫薬 クリーム【指定第2類医薬品】

## かつての商品
- 二羽からす
- 三羽からす
- 元禄
- クローゲン
- マケン
- シェリーシャンプーヘアカラー
- シェリーナ
- メンズビューティーン
- レクシィ
  - レクシィ ホイップヘアカラー
  - レクシィ ブリーチシリーズ
  - レクシィ 髪色もどし

## CM

### 出演者
- 既に製造・販売を終了している商品は灰色で示している。

| ブランド名                             | 現在の出演者      | 過去の出演者 |
| -------------------------------------- | ----------------- | --- |
| Bigen（ビゲン）                        | 寺島しのぶ        | 三波伸介、春日三球・照代、八千草薫、高島忠夫&寿美花代夫妻、和田アキ子、みのもんた、市毛良枝、萬田久子、原日出子、早見優、木佐彩子、榊原郁恵、菊池桃子、優香、及川光博、中尾ミエ、近藤サト |
| Men's Bigen（メンズビゲン）            | 玉木宏            | パパイヤ鈴木、定岡正二、陣内孝則、岩城滉一、東幹久、滝沢秀明、松岡昌宏 |
| Cielo（シエロ）                        | MEGUMI            | 村上里佳子、江角マキコ、藤原紀香、山田優、栗山千明、大塚寧々 |
| Beautylabo（ビューティラボ）           | 堀田真由          | 飯島直子、長谷川京子、片瀬那奈、有村実樹、戸田恵梨香、南明奈、板野友美、大政絢、新川優愛                                                                                                  |
| Beauteen（ビューティーン）             |                   | 神田うの、DA PUMP、IZAM、土屋アンナ、ベッキー、川本貴則、舟山久美子 |
| rexy（レクシィ）                       | 2018年3月製造終了 | 篠田麻里子 |
| Men's Beauteen（メンズビューティーン） | 2011年3月製造終了 | 成宮寛貴、オダギリジョー |
| Shierina（シェリーナ）                 | 1999年9月製造終了 | 中島ゆたか、中野良子 |

### サウンドロゴ

#### 社名
現在、CMの最後に「ホ〜ユ〜♪」と流れる社名のサウンドロゴは女性声（2018年3月に製造終了したrexyのみ男性声を使用）で、2005年（平成17年）から使用されている。制作したのは菅野祐悟。1984年 - 1986年にもCMの最後に社名のサウンドロゴを使用しているが、その時との違いはアクセントの抑揚がないのが特徴である。
BigenとMen's Bigenに関しては当初使用されていなかったが、Bigenは2008年（平成20年）9月に発売された「ビゲン スピーディカラー」から、Men's Bigenは2009年（平成21年）11月に発売された「メンズビゲン ムースカラー」からそれぞれ使用されるようになった。

#### 商品名
商品名のサウンドロゴについては以下の通りである。
- Bigen：現在、サウンドロゴは使用していないが、「ビゲン 香りのヘアカラー」のみ、CMの最後に及川光博が「ビゲン 香りのヘアカラ〜♪」と歌っている。以前は「ビゲン クリ〜ムト〜ン♪」（CMの最後に流れる）や「ビゲン スピ〜ディカラ〜♪」（CMの冒頭に流れる）などがあった。
- Men's Bigen：発売当初からサウンドロゴは使用していない。現在は玉木宏がCMの最後に「メンズビゲン ○○○（○○○には商品名が入る）♪」とコールしている。
- Cielo：現在は大塚寧々が「シエロ ○○○（○○○には商品名が入る）♪」とCMの最後にコールしているのみで、サウンドロゴは使用していない。以前は「シエロ〜♪」とCMの冒頭にサウンドロゴが流れていた。
- Beautylabo：「ビュ〜ティ〜・ラ・ボ♪」とCMの冒頭にサウンドロゴが流れている。南明奈がCMキャラクターを務めていた時にサウンドロゴの使用を一時中止していたが、板野友美にCMキャラクターが変更になった2013年2月からサウンドロゴが復活している。
- Beauteen：現在、CMは制作されていない。以前は「ビュ〜ティ〜ン♪」とCMの冒頭にサウンドロゴが流れていた。
- rexy（2018年3月製造終了）：「レクシ〜♪」とCMの中盤にサウンドロゴが流れ、篠田麻里子が口パクでそれに合わせていた。
- Men's Beauteen （2011年3月製造終了）：「メンズ ビュ〜ティ〜ン♪」とCMの冒頭にサウンドロゴが流れる。CMの最後に流れていた時もある。
- Shierina （1999年製造終了）：「シェリ～ナ♪」とCMの冒頭にサウンドロゴが流れる。

### キャッチコピー
- 「髪の美しさに愛をこめて」
- 「髪うつくしく 心ゆたかに」
- 「COLOR YOUR HEART」（2005年 - ）

## 提供番組

### テレビ

#### 現在（主に30秒）

##### 日本テレビ系列
- 現在、提供している番組は無い。

##### TBS系列
- 現在、提供している番組は無い。

##### フジテレビ系列
- FNN Live News α（前半ネットワークセールス枠・隔日）
- FNSの日：毎年7月最終日曜19:00 - 20:54の間（60秒提供・JST）
  - 1996年（平成8年）の「1億2500万人の超夢リンピック」から参加。一時期、1998年 - 2002年の5回、土曜深夜枠（参加パートは「さんま・中居の今夜も眠れない」など）に30秒提供していた。

##### テレビ朝日系列
- 羽鳥慎一モーニングショー：平日8:00 - 9:55（JST）
- 家事ヤロウ!!!：毎週火曜19:00 - 19:54（JST）

##### テレビ東京系列
- 現在、提供している番組は無い。

#### 過去（及び提供枠の変遷）

##### 日本テレビ系列
- 中京テレビ制作の「嫁と姑とあのねのね」、読売テレビ制作の「びっくり日本新記録」や「2時のワイドショー」などで提供スポンサーを務めた後、2003年（平成15年）から2008年9月末までは「ズームイン!!サタデー」でスポンサー提供していた。（2008年10月以降は『スッキリ』にスポンサー提供している）
- また、札幌テレビでは、毎週日曜に放送されていた18時台（18:20 - 18:30）のローカルニュース枠（『日曜夕刊』ほか）を北海道ガス（提供読みは「北ガス」）とともに長年提供していた。
- 恋のから騒ぎ：金曜23:30 - 23:58（JST）
  - 2010年（平成22年）4月から放送終了した2011年3月25日まで提供。
- 片岡愛之助の解明!歴史捜査（BS日テレ制作）木曜21:00 - 22:00（JST）- 2016年5月・6月の2か月間のみ提供。
- スッキリ!!→スッキリ：平日8:00 - 10:25（JST）
  - 2008年（平成20年）10月1日放送分から隔日提供していた。なお、福井放送、山梨放送、テレビ大分、テレビ宮崎ではこの番組は放送されていない。

##### TBS系列
- 1973年10月 - 1987年9月まではTBS火曜9時枠の連続ドラマ（主なドラマとして「毎度おさわがせします」など）の提供スポンサーとして名を連ねていた。なお、火曜21:00枠の連続ドラマのスポンサー枠から降板した後は「JNNニュース22プライムタイム」や「月曜ドラマスペシャル」のスポンサーを務めていた。
- CBC制作昼の連続ドラマ
- えなりかずき!そらナビ（CBC制作）：金曜12:50 - 13:50（JST）
  - 2009年（平成21年）10月2日 - 2010年9月24日の1年間、複数社の一社として30秒の提供枠で提供。2009年（平成21年）12月24日放送分からは従来のテレビCMに加えて、CBCが独自に制作したインフォマーシャル（インフォメーション+コマーシャル）を放送していた。ちなみにCBCはホーユーと同じ名古屋市に本社を置くテレビ局である。
- CBC制作のドラマスペシャル番組や単発の特別番組
- 爆報! THE フライデー：金曜19:00 - 19:56（JST）
  - 2014年4月から19時台後半に複数社の一社として提供していた。2010年9月末以来3年半ぶりにTBS系列の番組でのレギュラー提供が復活した。
  - 2014年4月4日に放送された「ぴったんこカン・カン2時間スペシャル」など、週によって該当枠の振替特別番組に振替提供する場合があった。
- LEADERS リーダーズ（2014年3月22日・3月23日の2夜連続放送ドラマスペシャル。3月23日に複数社の一社として提供）
- 痛快なりゆき番組 風雲!たけし城（金曜20:00 - 20:54（JST））などにも提供していた。
- にっぽん!歴史鑑定（BS-TBS制作）月曜22:00 - 22:54（JST）：2016年2月・3月の2か月間のみ提供。

##### フジテレビ系列
- 金曜プレステージ：金曜21:00 - 22:52（JST）
  - この時間帯は「金曜女のドラマスペシャル」（1984年10月に放送開始）以来、30年近くに亘って提供スポンサーとして名を連ねていた。2008年（平成20年）10月からは提供枠が60秒→30秒に縮小されていた。2013年3月末をもって、この時間帯のスポンサーから降板した。
- SMAP×SMAP （関西テレビとの共同制作）：月曜22:00 - 22:54（JST）
  - 2012年（平成24年）5月7日放送分から提供、関西テレビ側扱いで「ご覧のスポンサー」の1社となっていた（P&Gが筆頭スポンサーに返り咲くまで一旦各社扱いに伴う）。2014年3月末限りでスポンサーを降板した。
- 奇跡体験!アンビリバボー：木曜19:57 - 20:54（JST）
  - 2008年（平成20年）10月から2016年（平成28年）9月まで複数社の一社として30秒の提供枠で提供していた。
- めざましテレビ：平日5:25 - 8:00（JST）5時台後半に提供していた。

##### テレビ朝日系列
- 1977年 - 1981年まで「土曜ワイド劇場」のスポンサーを務めていた。一時期、提供クレジットをヘアケア商品の「シェリーナ」で出していた。
- たけしの健康エンターテインメント!みんなの家庭の医学：火曜20:00 - 20:54（JST）
  - ABC制作、番組がスタートした2010年（平成22年）1月12日分から提供。2009年（平成21年）12月15日まで放送していた『最終警告!たけしの本当は怖い家庭の医学』（火曜20:00 - 20:54（JST）ABC制作）から継続して提供していた（前番組の提供開始は2009年10月から）が、龍角散との入れ替えで、2014年3月末限りでスポンサーを降板した。
- 「世界痛快伝説!!運命のダダダダーン!Z」（火曜20:00 - 20:54（JST）：ABC制作）などにも提供していた。
- 報道ステーション
  - 2013年4月から2018年3月まで提供。

##### テレビ東京系列
- 木曜洋画劇場：木曜21:00 - 22:54（JST）
  - DHCがスポンサーを降板した後の枠を引き継ぎ、2000年10月から2001年3月まで60秒の筆頭スポンサーとして提供していた。
- ソロモン流：日曜21:54 - 22:48（JST）
  - 2014年4月から放送終了した9月28日まで提供。
- 日経スペシャル カンブリア宮殿：木曜22:00 - 22:54（JST）
  - 2014年4月から新規提供。2015年3月末で降板。

### ラジオ

#### 過去

##### JFN系列
- SCHOOL OF LOCK!（月曜 - 木曜22:00 - 23:55（JST））
  - 2006年6月30日 - 9月12日までビューティーンの連動企画（ビューティーン戦隊コクレンジャー）のため、番組をスポンサードしていた。ちなみに提供クレジットは「ビューティーン」だった。

## クラシエグループ買収
2009年（平成21年）9月18日、ファンド3社（アドバンテッジパートナーズ、MKSパートナーズ、ユニゾン・キャピタル）からクラシエホールディングス（旧カネボウ）の株式60%を100億円で買収することで合意し、9月30日に株券の引渡しを受けてクラシエグループを傘下に収めた。また、残り40%の株式についても、2012年（平成24年）3月30日に追加取得し、クラシエHDを100%完全子会社化している。
2009年（平成21年）10月1日に社長の水野新平がクラシエHDとその子会社3社の取締役を兼務して以降、ホーユーの取締役数人が社外取締役ないしは社外監査役としてクラシエHDの経営に携わっている。現在は、社長の水野真紀夫がクラシエHDの会長になっている。
これにより、ホーユーはヘアカラー専業メーカーから日用品全般を扱うメーカーとなった。
2018年8月31日に、ホーユーが保有していた全株式を、2014年5月1日にホーユーの親会社（純粋持株会社）として設立された朋友ホールディングスへ移管されて同社の100%子会社となり、クラシエグループとは兄弟会社の関係となった。
なお、クラシエHDは2023年10月1日に傘下の事業子会社3社（クラシエホームプロダクツ、クラシエ製薬、クラシエフーズ）を吸収合併して事業会社化し、クラシエに商号変更されている。

## その他
- 2007年（平成19年）から2010年（平成22年）まで日本初のブレイクダンスの世界大会「Dance☆Dynamite World Grand Prix」に特別協賛していた。

## 脚註

### 註釈
1. ↑  「奥さん〜、染めるならビゲンですよ!」 のキャッチフレーズで有名。
2. ↑  1983年から1993年の10年間に亘ってビゲンのイメージキャラクターを担当していた。
3. ↑  当時では珍しい、夫婦の共演で話題になった。
4. ↑  「奥さん〜、染めるならビゲンですよ!」 のリメイクCMで有名になった。
5. ↑  2001年 - 2014年までビゲンのイメージキャラクターを担当していた。ホーユーのCMに出演した年数は14年で、最長を誇っている。
6. ↑  踊るCMで有名。振り付けもパパイヤ自身が行っている。
7. ↑  スポーツ選手では唯一ホーユーのCMに出演している。
8. ↑  2014年10月7日に行われた新CM発表会で日本人に対するヘイトスピーチを行ったため、消費者からの抗議が殺到。僅か2週間でイメージキャラクターから降板させられた。
9. ↑  Beauteenが男性用と女性用に分離する前から担当。
10. ↑  Beauteenが男性用と女性用に分離する前から担当。CM内の楽曲も提供していた。
11. ↑  Beauteenの男性用と女性用に分離後、女性用ヘアカラーのCMに男性タレントが出演するという異例の出来事として、当時話題になった。
12. ↑  男性用ヘアカラーのCMに女性タレントが出演するのはホーユーでは初めてだった。
13. ↑  水野はクラシエの取締役を兼務して2年後の2011年12月1日、肝臓血管皮腫のため55歳の若さで死去している。